# Maulers
Maulers é uma comuna francesa na região administrativa de Altos da França, no departamento de Oise. Estende-se por uma área de 7,62 km². Em 2010 a comuna tinha 328 habitantes (densidade: 43 hab./km²).